# Girardia canai
Girardia canai és una espècie de triclàdide dugèsid que habita l'aigua dolça de Xile.

## Morfologia

### Diagnosi
Els testicles de Girardia canai es troben en posició ventral i el canal de la bursa forma un angle recte a la seva obertura a l'atri genital. La bursa copulatrix és d'una mida entre mitjana i gran. L'epiteli de l'atri i de la bursa amb nuclis intrapitelials. El recorregut dels conductes espermàtics és molt variable, tot i que normalment és asimètric. No presenten vesícules espermàtiques intrapenianes. En comptes d'això, els conductes espermàtics canvien la seva histologia de dràsticament, formant dos conductes prims amb una estructura idèntica a la del conducte ejaculador amb un epiteli alt de cèl·lules cilíndriques infranucleades, citoplasma pàl·lid i un lumen molt estret. Els conductes es fusionen dins la papil·la peniana i el conducte ejaculador acaba en posició terminal. La papil·la peniana és força llarga.